# Jules Aw
Jules Richard Aw (Ngomane, 25 dicembre 1986) è un cestista senegalese di formazione svizzera.

## Carriera
Fratello del cestista Boubacar, con il Senegal ha disputato i Campionati mondiali del 2006 e due edizioni dei Campionati africani (2005, 2007).

## Palmarès
- Coppa di Svizzera: 1

Neuchatel: 2013
- Coppa di Lega Svizzera: 2

Neuchatel: 2014
Fribourg Olympic: 2020